# آبشکن

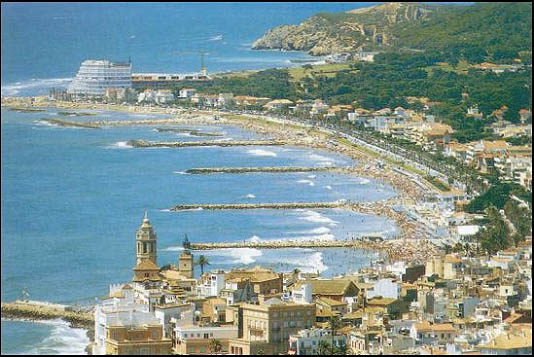
آبشکن در سیتخس، کاتالونیا، اسپانیا

آبشکن یا اپی: سازه‌ای عرضی است که جریان آب را به طرف وسط رودخانه هدایت می‌کند و از سرعت جریان می‌کاهد که بدین ترتیب باعث حفظ کناره‌ها می‌شود.

## انواع
- اپی‌ها را (از نظر مستغرق بودن در آب) به انواع زیر تقسیم‌بندی می‌کنند:

1. مستغرق (کاربرد کشتیرانی)
2. غیر مستغرق (کاربرد آبخیزداری)
...............................................................................
- از نظر روش احداث مصالح مورد استفاده در ساخت آن‌ها به انواع زیر تقسیم می‌شوند:

1. اپی‌های نفوذپذیر (Permeable): موجب آرام کردن جریان می‌گردند. اغلب از شمع‌های آهنی، چوبی یا از نی و بامبو ساخته می‌شوند.
2. اپی‌های غیر نفوذپذیر (impermeable): در مقابل جریان قرار می‌گیرند. سنگ و تورسنگ در آن‌ها مورد استفاده قرار می‌گیرد.
...............................................................................
- از لحاظ شیوه استقرار و عملکرد آن‌ها نسبت به جریان، اپی‌ها به انواع زیر دسته‌بندی می‌شوند:

1. اپی‌های جاذب (Attracting groynes)
2. اپی نرمال یا عمودی
3. اپی‌های دافع
4. اپی انحرافی
...............................................................................
- گاهی شکل اپی (از نظر پوزه) نوع اپی را بیان می‌کند:

1. اپی مستقیم (straight)
2. اپی T شکل (T head)
3. اپی سرخم (hockey stick)
4. اپی سرخم معکوس (inverted hockey stick)
5. اپی سرکج (L head)
...............................................................................
- انواع ساختمان اپی ها:

1. اپی فلزی با سرشاخه درختان
2. اپی چوبی
3. اپی‌های سنگی:- اپی خشکه چین با تورسنگ- اپی‌های سنگی با ملات سیمان یا ساروج- اپی بتونی
4. اپی آسفالتی
...............................................................................

## نگارخانه

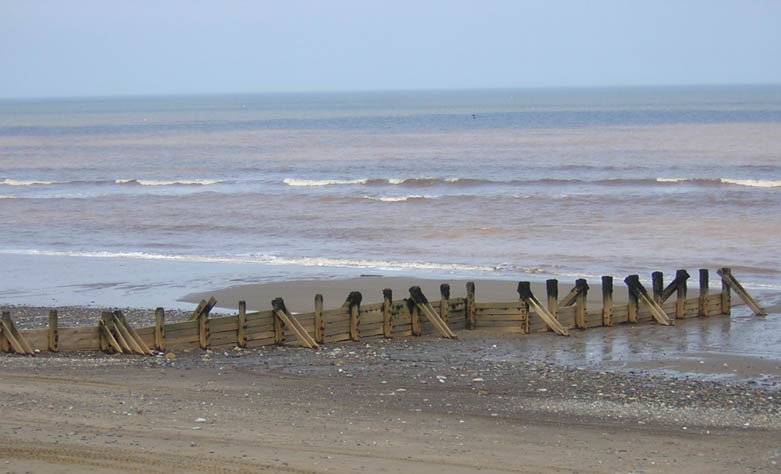
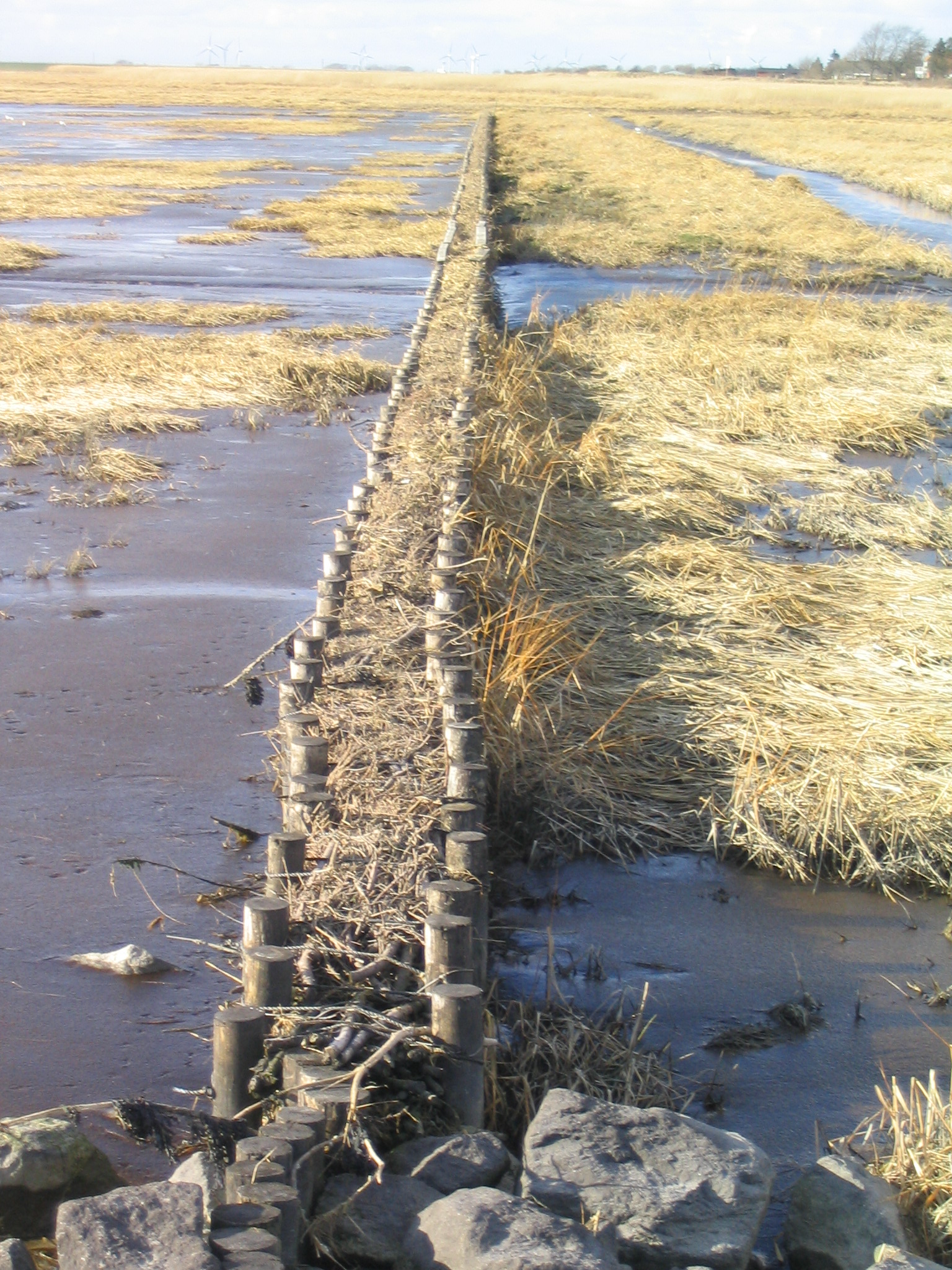
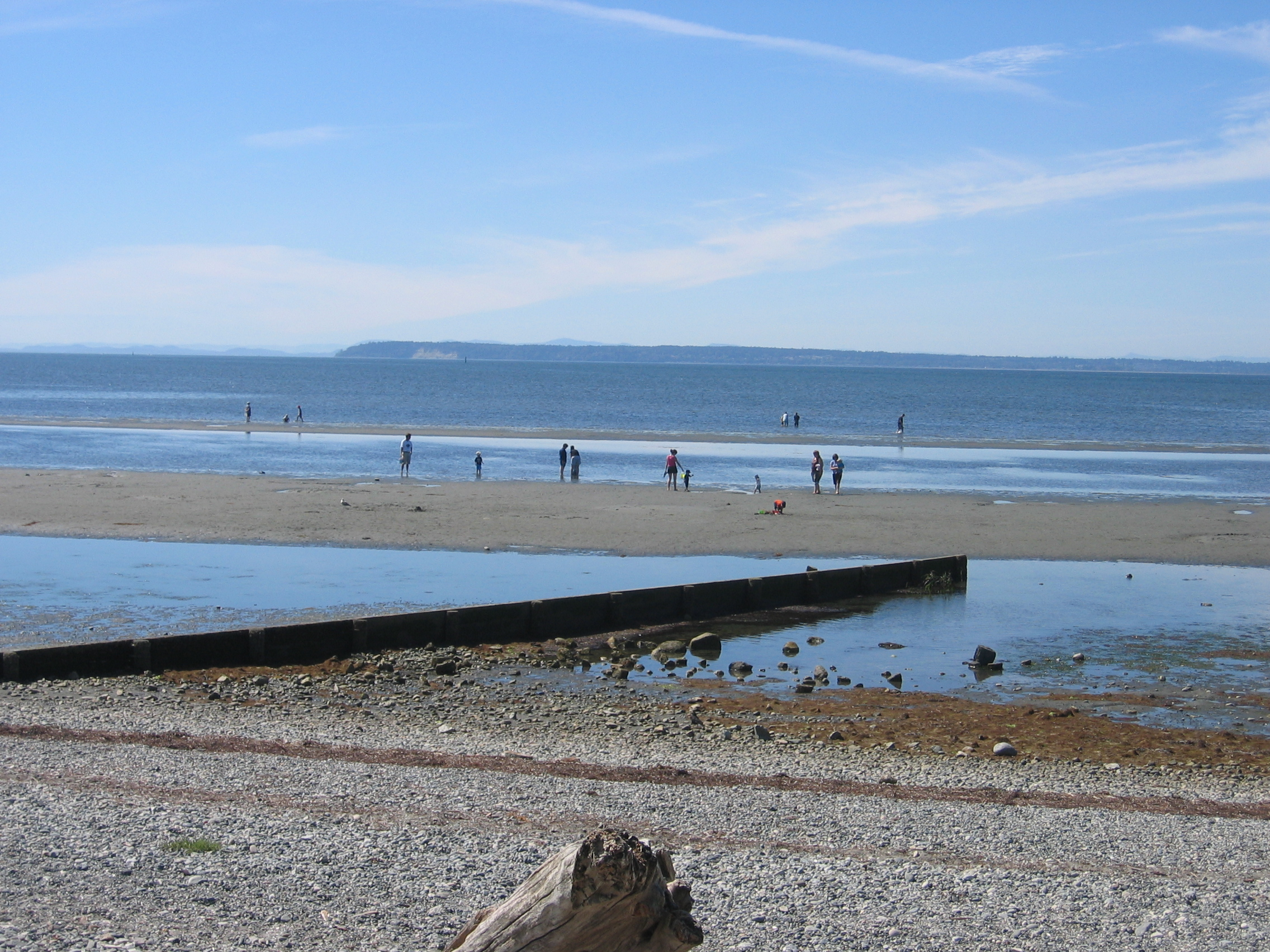
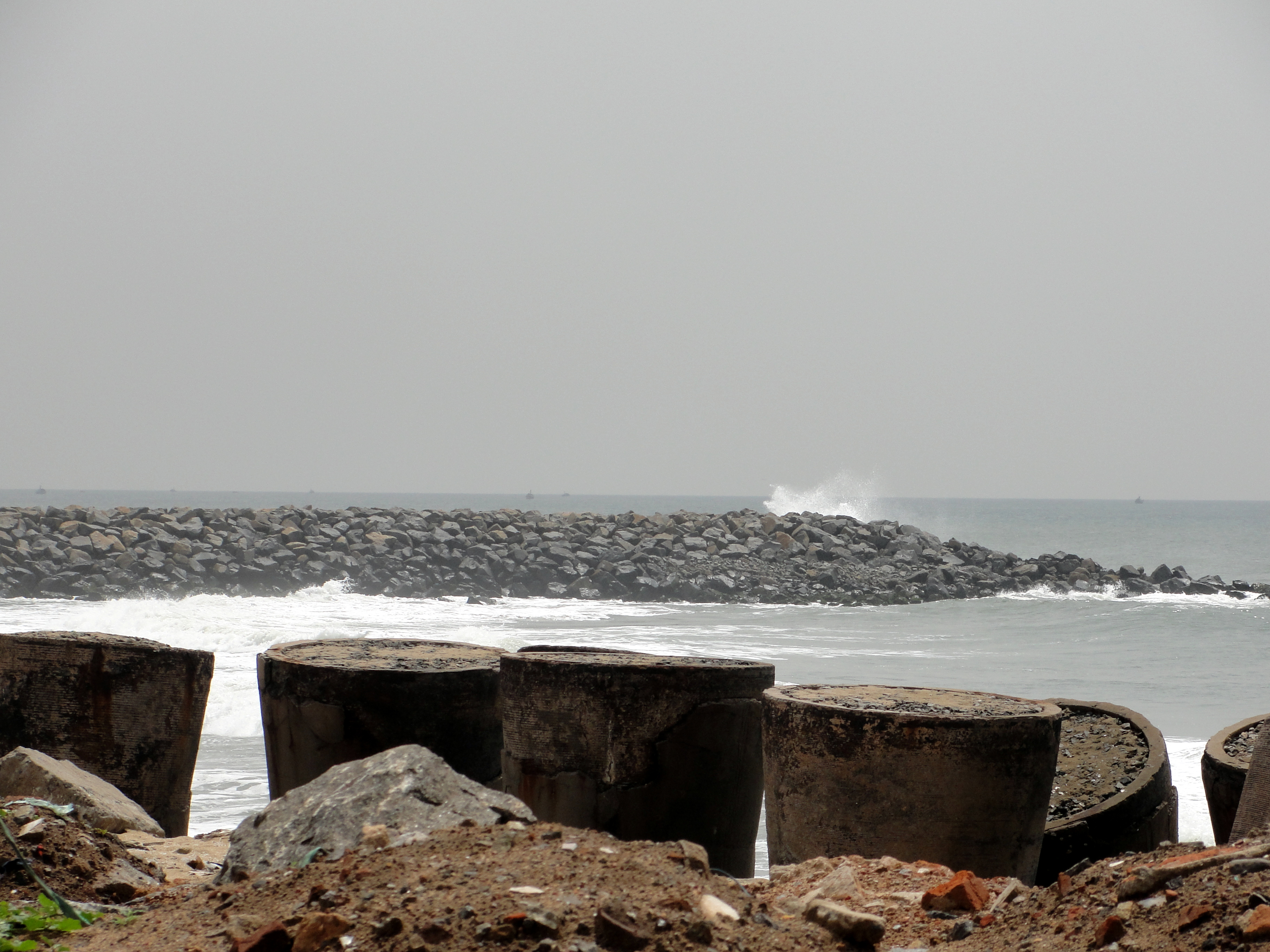